# Isla La Arena
Isla La Arena är en ö i Mexiko. Den ligger i lagunen Laguna de Términos och tillhör kommunen Carmen i delstaten Campeche, i den sydöstra delen av landet. Arean är 9,2 kvadratkilometer. Övriga öar i området är Isla del Carmen, Isla Aguada, Isla Cañon och Isla Chiquimichoc.